# Посольство Украины в Чехии
Посольство Украины в Чешской Республике (укр. Посольство України в Чеській Республіці) — дипломатическая миссия Украины в Чешской Республике, размещённая в Праге.

## Задание посольства
Основная задача Посольства Украины в Праге представлять интересы Украины, способствовать развитию политических, экономических, культурных, научных и других связей, а также защищать права и интересы граждан и юридических лиц Украины, находящихся на территории Чехии.
Посольство способствует развитию добрососедских отношений между Украиной и Чешской Республикой на всех уровнях, с целью обеспечения гармоничного развития взаимных отношений, а также сотрудничества по вопросам, представляющим взаимный интерес. Посольство выполняет также консульские функции.

## История посольства
История украинско-чешских дипломатических отношений берёт своё начало после Первой мировой войны, когда на руинах Австро-Венгерской и Российской империй возникли два государства — свободная Чехословацкая Республика и свободная Украинская Народная Республика. 19 января (2 февраля) 1919 года в Праге начала работу чрезвычайная дипломатическая миссия УНР под руководством Максима Славинского.
Первым местом расположения миссии УНР стал отель Centrál на ул. Гибернской, впоследствии — дом № 104 на улице Голечковой (сейчас там находится школа для глухонемых учеников) и последний раз вплоть до 1921 года миссия располагалась на ул. Шержиковой, дом № 4. кроме посла Максима Славинского, в миссии работали серетар др. Сурин и др. Якубовский, советник Вьенцеслав Швыговский, атташе Василий Королив-Старый и три помощницы — Наталена Ковалевская-Королёва, М. Стефанович и Л. Товстоног. Позже в состав миссии входили Айтал Витошинский и Ластовецкий.
Кроме этого, с осени 1920 года в Праге располагалась также дипломатическая миссия Западноукраинской Народной Республики под руководством Степана Смаль-Стоцкого.
Обе миссии развернули широкую деятельность: выдавали украинские паспорта и визы, защищали интересы своих граждан перед чехословацкими государственными органами, передавали меморандумы чехословацкому правительству и тому подобное.
Миссия УНР вела широкую культурно-информационную работу: проходила лекция, велась обширная издательская работа. Степан Смаль-Стоцкий регулярно проводил встречу в отеле Central, благодаря чему смогли познакомиться представители украинской общины с благосклонными к украинскому вопросу чехословацкими гражданами.
Военная миссия, возглавляемая полковником А. Окопенко и полковником Д. Горбенко, до 1921 года служила интересам украинской армии.
По причине неблагоприятных геополитических условий обе миссии прекратили свою деятельность до 1922 года.
Параллельно с этим 22 декабря 1921 года торгпредом УССР в Чехословакии назначили управляющего делами Уповнаркомвништорга РСФСР при СНК УССР В. М. Бродского, а сотрудниками Ю. С. Новаковского, С. Я. Трухлого.  27 марта 1922 года дипломатический корпус советской Украины в Чехословакии был представлен послом М. Б. Левицким и торгпредом М. М. Ломовским. 
20 июля 1923 года произошла очередная смена персонального состава дипломатического корпуса в Чехословакии: первым секретарём полпредства в Прагу назначила Н. М. Калюжного.  Н. М. Калюжный, судя по личной записи в служебное дело сотрудника НКО УССР, на дипломатической службе состоял с 4 апреля 1921 по декабрь 1924 года. Он принадлежал к партии украинских борцовистов, хотя на вопрос о национальности написал — «еврейская».
При содействии Н. Калюжного был опубликован в Харькове сборник стихов О. Олеся, жившего в Праге, хотя советский дипломат лично перечитал их на предмет идеологического соответствия.
Послом СССР в Праге был известный политический военный деятель периода Гражданской войны И. О. Антонововсеенко, которого назначили в декабре 1924 года. Именно он пригласил наркома образования А. Я. Шумского, недавно ещё первого советского украинского посла в Польше, принять участие в пражской книжной выставке 15 января 1925 года. 
Вскоре дипломатические представительства превратились в управление внешней разведки и политического шантажа, расклада украинской эмиграции, преследования её идеологических лидеров. 9 декабря 1927 года зав. консульским отделом, советник полпредства Н. Н. Калюжный подал отчёт о работе за ноябрь 1927 года, в котором докладывал о наличии 2000 дел на выезд в УССР, среди которых много галичан, бывших петлюровцев. 
После провозглашения независимости Украиной 24 августа 1991 года Чешская и Словацкая Федеративная Республика признала Украину 8 декабря 1991 года. 30 января 1992 года между Украиной и Чехословакией были установлены дипломатические отношения. Украина одним из первых государств мира установила с Чешской Республикой дипломатические отношения — 1 января 1993 года, в первый день существования Чехии как самостоятельного государства.
Посольство независимой Украины в Чехословакии открылось в 1992 году. Первым главой стал Роман Лубкивский.

## Деятельность посольства
Посольство способствует развитию добрососедских отношений между Украиной и Чехией на всех уровнях, с целью обеспечения гармоничного развития взаимных отношений, а также сотрудничества по вопросам, представляющим взаимный интерес.
К приоритетным направлениям Посольства относится также уход за многочисленными украинскими захоронениями на территории Чехии. В течение 2017—2019 годов за средства МИД Украины было заплачено за аренду на следующие 10 лет и отремонтировано 36 мест памяти.
Посольство Украины в Чехии сделало заявление с осуждением антиукраинских высказываний, экс-президента Чехии Вацлава Клауса, и поддержки им тезисов кремлёвской пропаганды.

## Руководители дипломатической миссии
- Славинский, Максим Антонович (1919)
- Левицкий, Михаил Васильевич (1921—1923)
- Лубкивский, Роман Марьянович (6 марта 1992 — 27 марта 1995)[7][8]
- Озадовский, Андрей Андреевич (25 июля 1995 — 22 июня 1999)[9][10]
- Устич, Сергей Иванович (2 августа 1999 — 27 мая 2004)[11][12]
- Кулеба, Иван Дмитриевич (25 августа 2004 — 22 июня 2009)[13][14]
- Грицак, Иван Юрьевич (22 июня 2009 — 1 ноября 2012)[15][16]
- Зайчук, Борис Александрович (1 ноября 2012 — 19 августа 2016)[17][18]
- Перебийнис, Евгений Петрович (23 января 2017 — 9 июля 2022)[19][20]
- Усатый, Виталий Юрьевич (август 2022 — 21 июня 2024) временный поверенный[21]
- Зварич, Василий Богданович (с 21 июня 2024)[22]

## Консульский округ в Праге

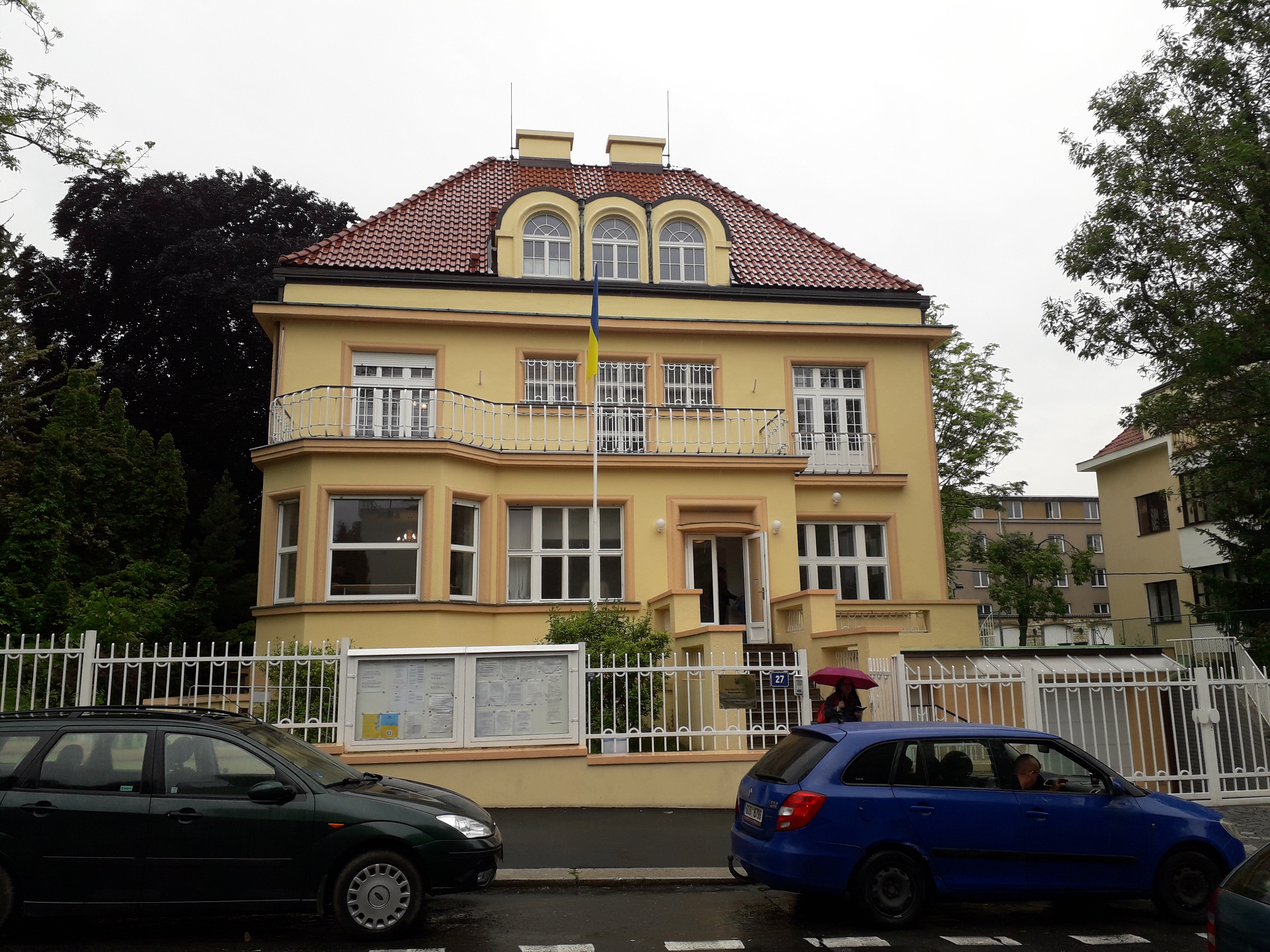
Консульский отдел Посольства Украины в Праге

Город Прага, Среднечешский край, Южно-Чешский край, Пльзеньский край, Карловарский край, Устецкий край, Либерецкий край, Краловеградецкий край.

### Консулы Украины в Праге
- Кушнир Игорь Петрович (2002—2005)
- Лобач Валерий Васильевич (2005—2009)
- Плетников Виктор Николаевич (2009—2011)
- Лобач Валерий Васильевич (2011—2016)
- Ковтун Павел Павлович (2016—2020)
- Борисов Валерий Валерьевич (с 2020)

## Консульский округ в Брно

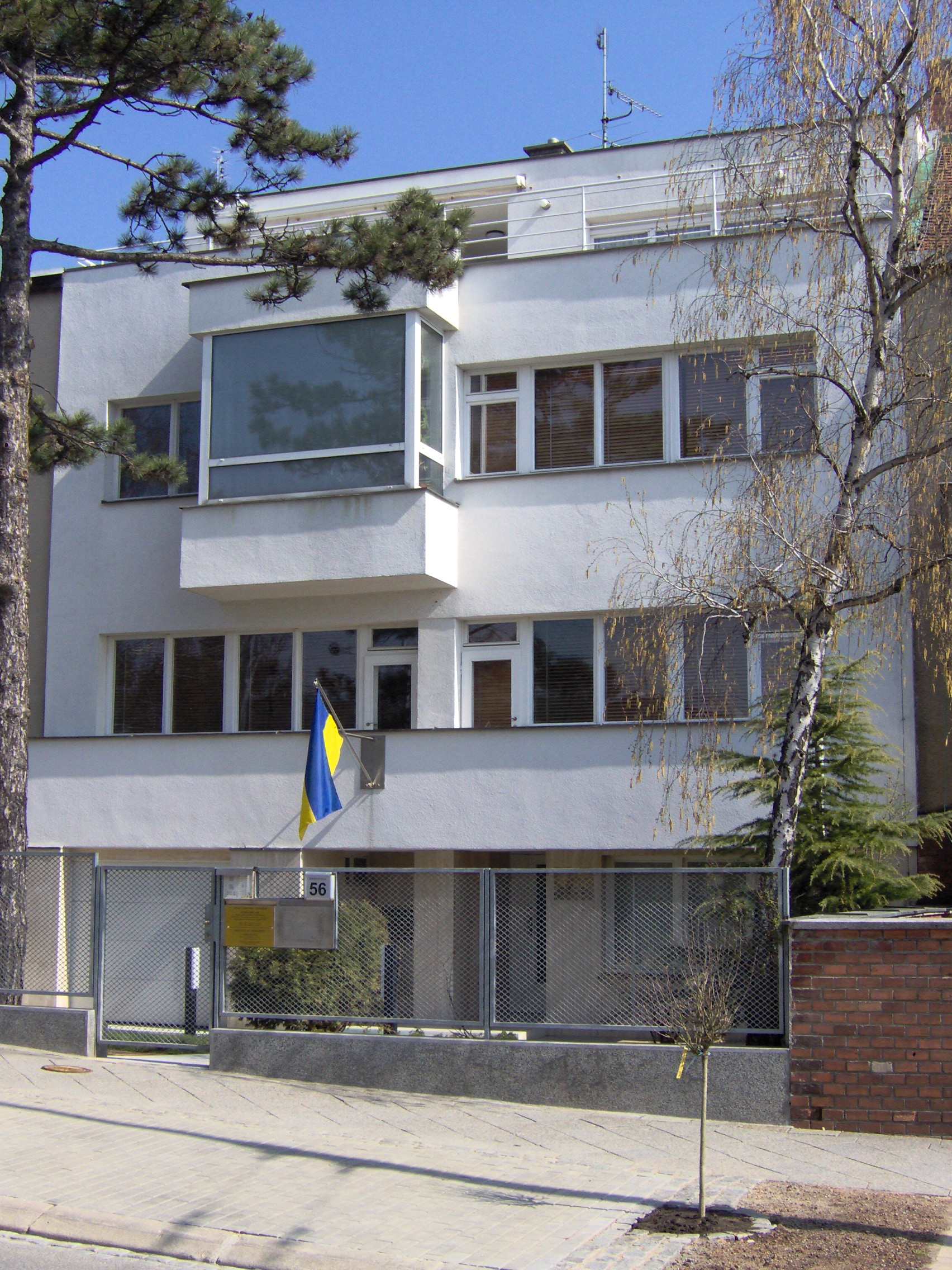
Консульство Украины в Брно

Южноморавский край, Злинский край, Оломоуцкий край, Моравско-Силезский край, Пардубицкий край, Край Высочина.

### Консулы Украины вБрно
- Буркало Владимир Юрьевич (2002—2006)
- Асман Ярослав Степанович (2007—2011)[25]
- Горбаренко Владимир Петрович (2011-2015)
- Холостенко Иван Иванович (2015-2020)
- Прошко Анна Леонидовна (с 2020)